# Sedum orbatum
Sedum orbatum là một loài thực vật có hoa trong họ Crassulaceae. Loài này được Moran & J. Meyrán miêu tả khoa học đầu tiên năm 1988.